# Gymnobela ioessa
Gymnobela ioessa é uma espécie de gastrópode do gênero Gymnobela, pertencente a família Raphitomidae.